# اللامذهبية أخطر بدعة تهدد الشريعة الإسلامية (كتاب)
اللامذهبية أخطر بدعة تهدد الشريعة الإسلامية، كتاب من تأليف محمد سعيد رمضان البوطي، تناول فيه موضوع اللامذهبية.